# Alice Jorge
Maria Alice da Silva Jorge  (* 1924 in Lissabon; † 16. oder 17. Februar 2008 ebenda) war eine portugiesische Malerin, Graveurin und Keramikerin.
Sie gehörte zur Enkelgeneration der portugiesischen modernistischen Künstler. In ihrem Frühwerk näherte sie sich dem Neorealismus, später entwickelte sie sich in andere Richtungen, bis hin zur Abstraktion. Sie war eine der wichtigsten Persönlichkeiten der portugiesischen Erneuerungsbewegung der 1950er Jahre und erhielt 19 Jahre lang ein Lehrverbot, weil sie sich für die Familien politischer Gefangener einsetzte.

## Leben
Jorge besuchte die Escola Artística António Arroio und anschließend die Escola Superior de Belas-Artes de Lisboa (1946–1954). Um den Abschluss für das Architekturzeichnen zu erwerben wechselte sie 1948 zwischenzeitlich an die Escola Superior de Belas Artes do Porto, da in Lissabon das Fach von einem Professor unterrichtet wurde, der Studierende von der Escola Artística António Arroio systematisch durchfallen ließ. Sie studierte zudem Pädagogik an der Literaturwissenschaftlichen Fakultät in Lissabon (1952–1953). Von 1951 bis 1955 unterrichtete sie an einer Berufsschule. 1955 wurde sie aufgrund einer Beschwerde über ihre „gefährliche“ politische Tätigkeit (Hilfe für die Familien politischer Gefangener) per Ministerialerlass aus dem Schulbetrieb entlassen; nach der Nelkenrevolution 1974 wurde sie wieder eingestellt. Sie war mit einige Jahre mit Júlio Pomar verheiratet.
In den 1950er Jahren begann sie, ihre Werke auszustellen. Sie war eine der Gründerinnen von Gravura - Sociedade Cooperativa de Gravadores Portugueses (1956). Neben der Gravur, der Malerei und der Zeichnung arbeitete sie mit Keramik, Fliesen, Kunstglas und Wandteppichen. Sie war als Buchillustratorin tätig und hat an Werken von Autoren wie Aquilino Ribeiro, David Mourão-Ferreira oder Matilde Rosa Araújo mitgearbeitet. Sie illustrierte die portugiesischen Ausgaben des Decamerone, der Göttlichen Komödie, der Novelas Exemplares von Miguel de Cervantes und von Tausendundeiner Nacht. Jorge illustrierte auch die von José Régio Anfang der 1960er Jahre herausgegebenen Anthologien portugiesischer Dichter.
Neben ihrer künstlerischen Betätigung gab sie Kurse in Gravieren. In den 1980er Jahren zusammen mit Maria Gabriel das Buch Técnicas da Gravura Artística. Sie war Mitglied des Concelho Técnico der Sociedade Nacional de Belas Artes (1980–1984).
Sie nahm an diversen Gruppenausstellungen teil, darunter mehreren, die von der Sociedade Nacional de Belas Artes veranstaltet wurden: die Exposições Gerais de Artes Plásticas (1954–1956), Artistas de Hoje (1956) und 50 Artistas Independentes (1959).
1957, 1961 und 1986 war sie bei der I., II. und III. Exposições de Artes Plásticas da Fundação Calouste Gulbenkian vertreten. International war sie außerdem auf der 1. Internationalen Druckgraphik-Biennale in Tokio und Göteborg (1958) und der Internationalen Ausstellung Bianco e Nero, Lugano (1968). Außerdem veranstaltete sie zwischen ab den 1960er Jahren bis Anfang der 1990er Jahre über zehn Einzelausstellungen in Galerien in Lissabon und Porto und bei der Sociedade Gravura.
Jorge ist in öffentlichen und privaten, nationalen und internationalen Sammlungen vertreten, darunter in den Beständen des Museu Nacional de Arte Contemporânea do Chiado, des Staatssekretariats für Kultur, im Centro de Arte Moderna José de Azeredo Perdigão, in der Fundação Calouste Gulbenkian, alle in Lissabon, in der Fundação Calouste Gulbenkian und der Bibliothèque nationale de France in Paris und im Museum von Luanda.
Am 9. Juni 1993 wurde sie für ihre künstlerischen Verdienste mit dem Rang eines Offiziers des Orden des heiligen Jakob vom Schwert ausgezeichnet.
Alice Jorge starb am Wochenende des 16. und 17. Februar 2008 in Lissabon.

## Werk
In ihrem Frühwerk, das sich thematisch auf die Darstellung von Frauen konzentriert, nähert sie sich dem Neorealismus an, um sich später in neue Richtungen zu entwickeln. Alice Jorge „malte und gravierte volkstümliche Figuren mit einer sensiblen Vereinfachung der Formen und schuf um die 1960er Jahre eine sehr gereinigte, in atmosphärische Werte getauchte Landschaft“; im folgenden Jahrzehnt entschied sie sich plötzlich für die Abstraktion, „mit der korrekten und sensiblen Gestaltung großer Zeichenformen“.
Eine Einzelausstellung Alice Jorge – Traços, Ecos e Revelações 2013 im Museu do Neo-Realismo in Vila Franca de Xira präsentierte eine Auswahl von rund 30 Zeichnungen, Stichen, Gemälden und Illustrationen aus der Sammlung, die Júlio Pomar dem Museum geschenkt hatte. Anlässlich der Ausstellung listete José Luís Porfírio die Facetten der Künstlerin und des Werkes auf: „Die Frau, die uns die Frauen zeigte, indem sie ihr einfachstes und leidvollstes tägliches Leben enthüllte, oder, später, ihre Körper in der Natürlichkeit einer Nacktheit ohne Kunst und Verschönerung; die Lehrerin, die mit dem Risiko des Kratzens, der Unschärfe oder des Zufalls experimentierte, jenseits der Figuration; die Porträtmalerin innerhalb der Grenzen der Einfachheit und der Naivität; die Landschaftsmalerin der Unschärfe, die Experimentatorin mit stark kommunikativen grafischen Zeichen, die Illustratorin, die sich den Kräften der Phantasie hingibt […]“